# Andrija Prlainović

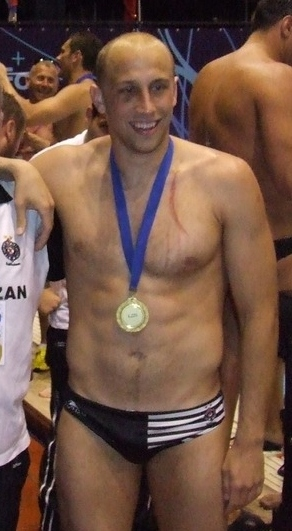
Andrija Prlainović (2012)

Andrija Prlainović (serbisch-kyrillisch Андрија Прлаиновић; * 28. April 1987 in Dubrovnik) ist ein serbischer Wasserballspieler. Er war je zweimal Olympiasieger und Weltmeister sowie fünfmal Europameister.

## Sportliche Karriere
Andrija Prlainović begann seine internationale Karriere 2005, als er mit der Wasserball-Nationalmannschaft von Serbien und Montenegro die Bronzemedaille bei den Mittelmeerspielen in Almeria gewann.
2006 trennten sich Serbien und Montenegro und fortan spielte der 1,87 m große Halb- und Flügelspieler für die serbische Nationalmannschaft. 2006 war Belgrad Austragungsort der Europameisterschaft. Mit einem 9:8 im Finale gegen die ungarische Mannschaft gewannen die Serben den Titel. Im Jahr darauf belegten die Serben den vierten Platz bei der Weltmeisterschaft 2007 in Melbourne. Bei der Europameisterschaft 2008 in Malaga trafen im Finale die Mannschaften Montenegros und Serbiens aufeinander und Montenegro siegte mit 6:5. Im gleichen Jahr trat Andrija Prlainović in Peking erstmals bei Olympischen Spielen an. Die Serben belegten in der Vorrunde den dritten Platz hinter den Mannschaften aus den Vereinigten Staaten und aus Kroatien. Nach einem Viertelfinalsieg über Spanien und einer Halbfinalniederlage gegen das US-Team trafen die Serben im Spiel um eine Bronzemedaille auf die Mannschaft aus Montenegro, die Serben gewannen mit 6:4. Prlainović hatte im Turnierverlauf vier Tore erzielt, eins davon im Spiel um den dritten Platz.
2009 erkämpfte die serbische Nationalmannschaft mit Andrija Prlainović den Titel bei den Mittelmeerspielen in Pescara vor den Spaniern. Bei der Weltmeisterschaft in Rom gewannen die Serben das Endspiel gegen die Spanier im Fünfmeterschießen, wobei Prlainović einen Fünfmeter verschoss und einen verwandelte. 2010 folgte die Bronzemedaille bei der Europameisterschaft in Zagreb, nachdem die Serben im Halbfinale mit 9:10 gegen die kroatischen Gastgeber verloren hatten. 2011 bei der Weltmeisterschaft in Shanghai erreichten die Serben das Finale und unterlagen dann den Italienern mit 7:8. Anfang 2012 siegte Serbien im Finale der Europameisterschaft in Eindhoven gegen Montenegro. Bei den Olympischen Spielen in London gewannen die Serben ihre Vorrundengruppe. Nach einem Viertelfinalsieg gegen Australien verloren die Serben im Halbfinale gegen die Italiener und trafen im Spiel um Bronze wieder auf Montenegro. Die Serben gewannen dieses Spiel mit 12:11. Prlainović erzielte im Turnierverlauf 22 Tore, davon einen im Spiel um Bronze.
Bei der Weltmeisterschaft 2013 in Barcelona erreichten die Serben nur den siebten Platz. Prlainović warf insgesamt fünf Tore. 2014 besiegten die Serben im Finale der Europameisterschaft in Budapest die ungarische Mannschaft. Prlainović traf siebenmal, davon einmal im Finale. Bei der Weltmeisterschaft 2015 in Kasan bezwangen im Finale die Serben die Kroaten mit 11:4, wobei Prlainović im Finale mit drei Treffern erfolgreichster Werfer seiner Mannschaft war. Anfang 2016 gewannen die Serben den Titel bei der Europameisterschaft in Belgrad. Beim olympischen Wasserballturnier in Rio de Janeiro belegten die Serben in ihrer Vorrundengruppe nur den vierten Platz. Mit Siegen über Spanien im Viertelfinale und über Italien im Halbfinale erreichten die Serben gleichwohl das Finale und bezwangen dort die kroatische Mannschaft mit 11:7. Prlainović erzielte zwei seiner fünf Turniertore im Halbfinale.
2017 bei der Weltmeisterschaft in Budapest gewann das serbische Team die Bronzemedaille, nachdem sie im Halbfinale gegen die Kroaten verloren hatten. 2018 siegte Serbien bei der Europameisterschaft in Barcelona nach Fünfmeterschießen im Finale gegen Spanien. Prlainović warf acht Tore, davon zwei im Finale. Seinen Fünfmeter im Finale verwandelte er ebenfalls. Nachdem die serbische Mannschaft sowohl bei der Weltmeisterschaft 2019 als auch bei der Europameisterschaft 2020 lediglich den fünften Platz belegt hatte, flog sie nicht als Favorit zu den Olympischen Spielen in Tokio. Serbien unterlag in der Vorrunde gegen Spanien und Kroatien. Nach einem Viertelfinalsieg über Weltmeister Italien und einem Halbfinalsieg über die Spanier gewannen die Serben das Finale gegen die Griechen mit 13:10.
Auf Vereinsebene spielte Andrija Prlainović bis 2010 bei VK Partizan Belgrad und danach von 2010 bis 2012 und von 2014 bis 2016 in Italien bei Pro Recco. Er war viermal mit Pro Recco italienischer Meister sowie 2013 und 2014 mit VK Roter Stern Belgrad serbischer Meister. Nach 2016 war er in Ungarn und Frankreich aktiv.